# Phorbia semicircinata
Phorbia semicircinata este o specie de muște din genul Phorbia, familia Anthomyiidae, descrisă de Fan și Zheng în anul 1993.
Este endemică în Yunnan. Conform Catalogue of Life specia Phorbia semicircinata nu are subspecii cunoscute.